# 1890년 이탈리아 총선
1890년 이탈리아 총선은 이탈리아 하원 508인을 선출하기 위한 첫 선거로 1890년 11월 23일 1차 투표, 11월 30일 2차 투표가 치러졌다. 역사적 좌파 진영이 508석 중 401석을 차지하여 원내 제1당이자 거대 여당 지위를 유지하였다.
1882년 이탈리아 총선 이래 한 선거구당 2~5석의 중선거구제로 시행되었다.

## 상세
1887년 7월 29일 프란체스코 크리스피가 이탈리아 새 총리로 임명되었다. 크리스피 총리는 초창기 진보적 성향에 충실하여 주세페 차나델리 법무부장관과 함께 교착 상태에 빠졌던 개혁정책을 추진해 나갔다. 특히 사형제 폐지, 파업금지법 폐지, 경찰권한 제한, 형법 개정, 사법행정을 추진하고, 자선단체를 조직하는 동시에 해외에서 일하는 이민자를 보호하기 위한 공중보건법을 제정하는 등 개혁법안을 통과시켜 나갔다. 크리스피 총리는 국내외 질서 있는 발전계획으로 정부를 향한 국민들의 지지를 구해 나갔다.
크리스피 총리는 이탈리아도 식민지를 확보하고자 하려는 열망을 실현하려는 과정에서 튀니지의 식민지화와 아프리카 내 영향력 확대를 반대하려는 프랑스와의 분쟁과 맞닥뜨렸다. 총리로서 처음으로 나섰던 행동은 독일의 오토 폰 비스마르크 총리와의 접견이었으며 이는 3국 동맹의 조직에 관한 비스마르크 측의 협의 의향에 따른 것이었다. 크리스피 총리는 전임자 로빌란트 총리가 영국과 체결한 해군협정과 더불어, 3국동맹에 기반한 외교정책으로 프랑스에 단호한 태도를 취하였으며, 당시 장기간 협의 상태에 놓여 있던 이탈리아-프랑스 무역조약을 중단하고 1889년 파리 만국 박람회에 참여해 달라는 프랑스 측의 초청도 거절하였다.
1889년 화폐발행 지정은행이었던 방카 로마나가 부동산 개발업자들에게 거액의 대출을 지원해 주었으나 1887년 부동산 거품 붕괴로 막대한 부채를 떠안게 되었다는 정부 감찰보고서가 발행되자, 이를 접수한 크리스피 총리와 조반니 졸리티 재무장관은 이것이 대중에 공개될 경우 국민들의 신뢰를 떨어뜨릴 것을 우려하여 비공개 상태로 남기기로 했다. 총선에서 압승을 거둔 크리스피 총리는 역사적 극좌 세력이 협력관계 파기 선언을 하자 역사적 우파 세력과 함께 정부를 이끌어 나갔으나 1891년 2월 우파 측 안토니오 스트라바 디 루디니의 반란표로 실각하게 되었고 1892년 신임 총리로 조반니 졸리티가 취임하게 되었다.

## 참여 정당
| 정당 | 정당        | 성향     | 대표                        |
| ---- | ----------- | -------- | --------------------------- |
|      | 역사적 좌파 | 자유주의 | 프란체스코 크리스피         |
|      | 역사적 우파 | 보수주의 | 안토니오 스트라바 디 루디니 |
|      | 역사적 극좌 | 급진주의 | 펠리체 카발로티             |

## 선거 결과
|                       |             |         |   |           |      |
| 정당                  | 정당        | 득표수  | % | 의석수    | 변화 |
|                       | 역사적 좌파 |         |   | 401 / 508 | +109 |
|                       | 역사적 우파 |         |   | 148 / 508 | -97  |
|                       | 역사적 극좌 |         |   | 42 / 508  | -3   |
|                       | 무소속      |         |   | 26 / 508  | -    |
| 총합                  | 총합        |         |   | 508       | 0    |
| 유효표                | 1,452,797표 | 98.35%  |   |           |      |
| 무효표                | 24,376표    | 1.65%   |   |           |      |
|                       |             |         |   |           |      |
| 총 투표수             | 1,477,173표 | 100.00% |   |           |      |
| 유권자 (투표율)       | 2,752,658표 | 53,66%  |   |           |      |
| 출처: Nohlen & Stöver |             |         |   |           |      |